# Jean-Baptiste Bénard de la Harpe
Jean-Baptiste Bénard de la Harpe (Saint-Malo, 4 febbraio 1683 – 26 settembre 1765) è stato un esploratore francese al quale viene attribuito il merito di aver utilizzato il nome "Little Rock" (in italiano Piccola Roccia) nel 1722 per indicare un affioramento roccioso sulla riva del fiume Arkansas, utilizzato dai primi viaggiatori come punto di riferimento. La città di Little Rock, in Arkansas, fu successivamente chiamata così in onore di questo punto di riferimento. La Harpe fu il primo esploratore francese conosciuto a mettere piede nel futuro stato dell'Oklahoma..

## Esplorazioni

### Esplorazioni in Oklahoma
Nel 1718, La Harpe lasciò la Francia con 40 uomini e stabilì un posto di scambio nell'aprile 1719 sul fiume Rosso vicino a quella che oggi è Texarkana, in Texas. Questo era vicino al centro della Confederazione Caddo. La Harpe sperava di stabilire relazioni commerciali con tribù indiane più distanti e sconosciute e così, l'11 agosto 1718, partì con 9 uomini, tra cui 3 guide Caddo, e 22 cavalli carichi di merci commerciali per visitare un villaggio Wichita a nord-ovest. (Lo stesso anno, un altro esploratore francese, Claude Charles Du Tisne, viaggiò a ovest per visitare un diverso villaggio Wichita in Kansas.)
La Harpe seguì il fiume Rosso verso monte, probabilmente fino alle vicinanze dell'attuale Idabel, in Oklahoma. Quindi girò a nord per attraversare le aspre creste est-ovest delle montagne Ouachita che si innalzano per più di 300 metri sopra le valli intermedie. Mentre era nelle montagne, La Harpe incontrò una banda di guerra Osage e evitò per poco uno scontro. Trovò anche prove della presenza di una banda di guerra "Cancey" (Apache) nella zona.  Il 3 settembre, dopo 23 giorni di viaggio, La Harpe e la sua squadra raggiunsero un grande insediamento. Le opinioni differiscono sulla sua posizione, ma dopo uno scavo nel sito Lasley Vore nel 1988, l'antropologo dell'Università di Tulsa George H. Odell affermò che le prove archeologiche indicano che si trovava a circa 21 km a sud di Tulsa, Oklahoma, vicino alla riva occidentale del fiume Arkansas.
L'insediamento visitato da La Harpe era composto da diversi villaggi che sovrastavano il fiume. Stimava la popolazione in 6 o 7 mila persone, di cui la maggior parte Tawakoni. Erano presenti anche altre sottotribù Wichita, in particolare i Taovaya. La presenza di varie tribù Wichita suggerisce che il villaggio fosse un crogiolo e probabilmente un centro commerciale per tutta la regione. I Wichita accolsero La Harpe amichevolmente, così amichevolmente che due schiavi neri nel suo gruppo volevano rimanere con gli indiani piuttosto che tornare con La Harpe. La Harpe notò che i Wichita avevano cavalli, erano eccellenti agricoltori e che la selvaggina nella zona era abbondante. I Wichita gli dissero che erano cannibali. Mentre era nel villaggio Wichita, arrivò un commerciante Chickasaw. Questo fu inquietante per La Harpe, poiché i Chickasaw, che vivevano nel Mississippi, erano alleati dei britannici.
La Harpe partì per tornare al punto di partenza il 13 settembre 1719 e arrivò il 13 ottobre. Durante il viaggio, un uomo e una donna indiani che viaggiavano con lui furono uccisi dagli Apache e La Harpe si perse in montagna e dovette mangiare i suoi cavalli.
L'importanza dell'esplorazione di La Harpe è che fu uno dei primi due contatti francesi conosciuti con gli indiani Wichita e Apache e la prima spedizione francese conosciuta a mettere piede nel futuro stato dell'Oklahoma.
Il racconto di La Harpe dell'espedizione include molte informazioni sulla terra che attraversò e sugli indiani che incontrò. I Wichita erano probabilmente raggruppati in un villaggio così grande come difesa dalle incursioni di schiavi degli Osage e degli Apache. Entro due o tre decenni i Wichita si erano trasferiti a sud verso il fiume Rosso, dove divennero alleati dei Comanche.

### Esplorazioni in Texas
Nel 1721, La Harpe creò la prima mappa conosciuta di Galveston Island e Galveston Bay in un momento in cui stava cercando senza successo di stabilire una presenza francese nella zona. Questa mappa o una sua copia è ora in possesso della Rosenberg Library di Galveston. Nella mappa di La Harpe, Galveston Island non ha un nome ma è facilmente identificabile. Secondo l'Handbook of Texas Online, la nave di La Harpe, la Subtile, era destinata a Matagorda, finendo per sbaglio nella baia di Galveston.
Questa prima citazione (o addirittura potenziale sbarco) su Galveston Island è raramente menzionata nei libri di storia, in netto contrasto con altri primi contatti accettati (Cabeza de Vaca) o anche potenziali (La Salle) tra europei e Galveston Island.

### Esplorazioni in Arkansas
Nel 1722, La Harpe risalì il fiume Arkansas e trovò due distinte formazioni rocciose, la più piccola sulla riva sud che chiamò Le petit rocher (Piccola roccia) e la più grande sulla riva nord le rocher francais. Stabilì un posto di scambio vicino alla formazione più piccola, poiché lì era insediato un villaggio Quapaw. Esplorò il fiume Arkansas per altre 25 leghe (115 km) sopra Little Rock. Potrebbe essere stato il primo esploratore a scoprire Natural Steps, in Arkansas. A quel tempo, questa zona era occupata da un grande villaggio Quapaw.
Più tardi nel 1722, presiedette al trasferimento di Pensacola, in Florida, agli spagnoli. Nel 1723 tornò in Francia e non tornò mai più nelle Americhe.